# Hypopigmentatie

Een voorbeeld van vitiligo op een hand

Hypopigmentatie is een huidaandoening waarbij het pigment in de huid, ogen of haar lager is dan gebruikelijk. Het belangrijkste pigment in de menselijke huid is melanine; een zogenoemd biologisch pigment. Daarnaast speelt ook ijzer een rol als pigment. 

## Melanine
Melanine is een zogenoemd biologisch pigment. Melanine wordt door melanocyten gemaakt met behulp van het aminozuur tyrosine. Afwijkingen in de hoeveelheid melanine kan gelokaliseerd zijn in de basale laag van de opperhuid, doordat de melanocyten minder pigment produceren. Het pigment kan ook in de lederhuid afwezig zijn.

## Huidaandoeningen
Hypopigmentatie is het symptoom van de volgende huidaandoeningen of ziektes met huidaandoening als symptoom:
- Albinisme is het aangeboren ontbreken van het pigment melanine in haar of huid, wat resulteert in een gedeeltelijk of geheel witte huid en rode ogen.
- Vitiligo (ook leukoderma genoemd) is een huidziekte, waarbij bepaalde pigmentafwijkingen optreden vanwege verstoringen in de productie van het huidpigment melanine.
- Verlies van pigment ten gevolge van een verwonding.
- Lepra is een besmettelijke ziekte die wordt veroorzaakt door de leprabacil Mycobacterium leprae. Een symptoom van deze ziekte zijn lepravlekken op de huid.
- Leucisme is een afwijking bij dieren en mensen die leidt tot een verminderde pigmentatie. Leucisme lijkt op albinisme en wordt daar soms mee verward. Leucisme resulteert in een vermindering van alle types huidpigment, niet slechts van melanine.
- Fenylketonurie een van de symptomen is albinisme.
- Pityriasis versicolor (ook tinea versicolor genoemd) is een niet zeldzame huidziekte die wordt veroorzaakt door een schimmel (gist), Malassezia furfur (synoniem Pityrosporum ovale), die zeer oppervlakkig in de bovenste lagen van de huid groeit.

## Behandeling
Vaak wordt hypopigmentatie behandeld met behulp van lasers.